# Shein
Shein (kinesisk: 希音; pinyin: Xīyīn) er en kinesisk online fast fashion-detailhandelsvirksomhed med hovedkvarter i Singapore. Den blev etableret af Chris Xu i Nanjing i 2008 under navnet ZZKKO. Shein leverer til over 150 lande.
I 2022 var Shein's omsætning på 24 mia. US$.